# 台聯黨
台聯黨（簡稱台聯），原名為台灣團結聯盟。是一個中華民國政黨，成立於2001年8月12日，創黨時主要以原中國國民黨內本土派的黨員及民主進步黨內獨立派的黨員組成，其創黨的四大宗旨為「穩定政局、振興經濟、鞏固民主、壯大台灣」。由於偏向臺灣本土化及台灣國家正常化的政治訴求，故該黨普遍被歸屬為泛綠陣營的政黨之一。2001至2008年支持民進黨的少數政府。已故的前中華民國總統李登輝雖非該黨黨員，但被該黨視為精神領袖。
第8屆立法委員選舉所獲得的立法院席次及全國得票率，台灣團結聯盟僅次於國民黨、民進黨的台灣第三大政黨，亦是藍綠兩黨以外唯二獲得一百萬選票以上的政黨。2014年直轄市議員及縣市議員選舉所或席次亦為全國第三大黨，但第9屆立法委員選舉不分區立委僅獲2.5%的政黨票，區域立委均落選，是繼2008年之後第二度退出國會，得票甚至被綠黨社會民主黨聯盟超越、落至第七名，不過往後兩屆仍可直接提出不分區立委名單。2016年1月20日，台聯宣布資遣所有員工。2016年4月16日，台聯黨主席首次逕赴黨員直選，選出劉一德擔任黨主席，並於同年6月18日就職。2020年1月11日因台聯在第10屆立委選舉僅獲0.35%的政黨票，排名落居第11位。2022年九合一大選，台聯與綠黨結盟聯合競選。2024年，雖在政黨票排名回升至第10名，比四年前5萬餘票減少15%拿到4萬3千多票，在所有小黨中，是減少票數比例最小的政黨。
台聯黨於2024年選舉中自稱「正右派」，明確反對「免術換證」（指不經性別重置手術就可變更身分證的性別登記），認為此舉將危害婦幼權益。亦反對制定台灣的反歧視法，認為將侵害言論自由。

## 背景
2000年總統大選，民進黨取得執政權，長期執政的國民黨首度在野，在大批國民黨支持者的抗議下，李登輝辭去黨主席職務並離開國民黨核心。中華民國首次政黨輪替後，當年十月初民進黨政府宣佈核四停工一事激起朝野嚴重對立，國民黨、親民黨、新黨組成在野聯盟，提出總統罷免案。另外國民黨提出兩週八十四小時的工時案也引起中小企業主的不滿，政局動亂國政大受影響。全國工業區廠商聯合會理事長黃宗源與新光集團吳東昇等子弟兵組中小企業等拜訪李登輝前總統,希望能拉出另一股力量或是成立政黨在立法院協助民進黨第一次執政黨以穩定政局,讓經濟發展民生安定。李登輝未曾入黨,但一直是台灣團結聯盟的精神領袖。
創黨初期因為李登輝的本土色彩，號召若干國民黨內的本土派出走，以及吸引部分偏綠人士組成新政黨。台灣團結聯盟在2001年8月12日正式成立，首任黨主席為李登輝政府時代的內政部部長黃主文。

## 歷史

### 黃主文時期（2001年－2005年）
台聯創黨初期，因為卸任的李登輝總統仍受媒體關注，全台吹起李登輝旋風。三個半月的時間台聯便在2001年的第五屆立法院改選中一舉斬獲十三席立委取代新黨成為台灣第四大黨。
因當時民進黨政府主張新中間路線，台聯便與本土社團發起台灣正名運動。由前總統李登輝出任總召集人，於2002年5月11日發起大遊行，訴求國家正常化爭取深綠支持者的選票。
2004年中華民國總統選舉中，李登輝擔任召集人發起228百萬人手牽手護台灣活動，盡全力輔選民進黨的陳水扁及呂秀蓮連任。2004年立法委員選舉，台聯黨當選十二席。然而，在選舉過程中，當時台聯黨主席黃主文一再遭批評利用全黨資源為其子黃適卓輔選，引發台聯內部反彈，加上因提名策略錯誤造成多達七位台聯黨的候選人成為「落選頭」高票落選，選舉結果不如預期，黃主文最後辭去黨主席一職，改由台聯首任秘書長蘇進強接任。

### 蘇進強時期（2005年－2007年）
2005年4月4日蘇進強前往日本進行訪問並參拜靖國神社，參拜一事引起高金素梅與新黨、愛國同心會等人士的叫罵與抨擊，對此蘇進強強調，到靖國神社不是要對哪一個特定的陣亡者參拜，而是要對在神社中三萬名台灣英魂的「忠義精神」致敬，與軍國主義、戰爭主義毫不相干，蘇進強是台灣第一位正式參拜靖國神社的政黨領袖。
在蘇進強的帶領下，2005年國民大會代表選舉中，席次超越親民黨成為台灣的第三大黨，台聯黨趁勢要求民進黨在2005年中華民國地方公職人員選舉中釋出提名空間，試圖派出劉一德在嘉義市參選嘉義市長，以圍魏救趙的策略，在基隆市成功整合換得陳建銘代表泛綠參選市長，不過台南市的部份整合失敗台聯提名錢林慧君參選。
2006年陳水扁爆發國務機要費案，施明德帶領紅衫軍發起百萬人民倒扁運動，藍營分別在六月與十月於立法院兩度提出罷免總統案，台聯當時選擇「停、看、聽」不表態，黨籍立委集體進場投下「廢票」。
11月3日，國務機要費案遭起訴後，李登輝指示蘇進強走「清廉本土路線」台聯明確表態將要支持發動第三次罷免，但時任立院黨團要職的廖本煙與黃適卓、黃宗源等挺扁派立委進府會見陳水扁後在立法院黨團會議上達成共識相信陳水扁；台聯不分區立委賴幸媛則提出質疑「陳總統的話能信嗎？」要求黨中央支持三罷形成兩派意見，但最後中執會還是通過「不支持三罷」的決議。
2006年中華民國直轄市市長暨市議員選舉中，台聯第一次提名直轄市市長候選人分別讓周玉蔻參選台北市市長、羅志明參選高雄市市長，選舉主籌訂調「刺客兵團」希望能以母雞帶小雞的方式順利讓直轄市議員上壘。
只是選戰中周玉蔻不斷地攻擊民進黨的台北市市長候選人謝長廷，並公開支持三罷強調李登輝跟她站在同一陣線；民進黨立委要求開除周玉蔻，最後蘇進強宣佈開除周玉蔻的黨籍並停止對其輔選。最後開票結果臺北市選情亮眼，提前停止與周玉蔻合作關係的陳建銘、簡余晏讓台聯第一次在台北市議會奪得席次；但高雄市的部份卻因為台聯提名羅志明參選市長，造成支持者的不諒解而衝擊選情，議員從五席滑落至一席，陳菊也差點因為羅志明落選。
蘇進強請辭為敗選負責，但他強調敗選不是路線問題而是選舉策略問題，黨的未來路線不會改變。

### 黃昆輝時期（2007年－2016年）
2007年1月，由群策會秘書長黃昆輝出任第三屆黨主席。在就職典禮上宣示了台聯黨定位及新方向，「台聯是唯一以台灣主體性的在野黨，同時為伸張社會正義，要擴大照顧中產階級及弱勢族群。因此，未來除了秉持原本台灣主體的立場，監督執政黨是否走台灣主體路線，更將在政策主張上發揮關懷社會正義、弱勢族群的精神，為中產、工農及基層民眾爭取權益。」
台聯黨進一步在四月的「新黨綱、新黨章」宣示大會上，提出五項基本主張，包括：堅持主權在民，確立台灣是主權國家的定位，維護台海現狀，建構以台灣為主體的國家發展戰略；以民主、自由、人權普世價值的「新時代台灣人」團結台灣；在確保社會正義下，促進公平競爭；根除金權勾結、建立廉能政府。
黃昆輝就職後開始貫徹李登輝的理念「清黨」；2007年10月29日台聯中執會以違背黨的核心價值、不服黨的領導為由開除親近民進黨的廖本煙與黃宗源黨籍，隨後爆發「新舊台聯路線之爭」。黨職立委黃適卓、尹伶瑛馬上跳出來聲援並質疑黨中央有紅衫軍涉入，要求開除賴幸媛等人，何敏豪也跟隨出走希望能爭取民進黨立委提名，但2008年立委選舉時這些人都並未當選。
11月起，台聯部分黨籍縣市議員自認走「舊台聯路線」紛紛退黨加入民進黨黨團運作。
清黨之後台聯黨與陳水扁主導的民進黨決裂，新台聯黨在單一選區兩票制的新選制壓力下也逐漸轉型為「非藍非綠、中間偏左」的政黨，希望能藉此與民進黨、國民黨切割成為第三勢力政黨。但包括立院總召等核心黨公職人員仍以「綠營」號召選民支持，因此媒體與公眾也仍以綠營視之。2008年立委選舉，台聯未能在單一選區兩票制下跨過5%門檻無法取得立委席次。
對此台聯黨主席黃昆輝表示，新台聯的轉型是一個相當艱辛的過程，在這過程中不斷遭受兩黨的夾殺與阻礙，他坦言台聯的起步太慢、轉型太慢，儘管台聯的政策理念確確實實是台灣人民所需、台灣未來所需，但是選民來不及深入了解台聯，加上單一選區兩票制首度實施，是第一次有政黨票的選舉，他說，中選會沒有善盡宣導的責任，很多選民對於政黨票的意義並不了解，以為政黨票必須和選區域立委的票同一個政黨，導致台聯以及其他小黨的表現都不如預期。
面對台聯泡沫化的處境，黃昆輝認為，雖然選舉結果不如預期，但他們倡導回歸經濟民生、照顧弱勢、重視社會公義等議題，已引領風潮，成為各政黨跟進的訴求，證明這條轉型路正確，也是未來繼續奮鬥的基礎，即使不能在立法院扮演這種角色，仍會在各地為終結亂象而努力。
2008年總統選舉，李登輝一直沒有表態支持哪一組候選人，因為精神領袖的語帶保留，中執會雖然做出支持民進黨的謝長廷及蘇貞昌的決議，但台聯並未像2004年總統選舉時全黨皆支持陳呂配；台聯南部要角包括前秘書長錢橙山、前立委錢林慧君、前立委羅志明、台南市黨部主委褚顯明更在選前公開支持國民黨的馬英九。
總統選舉前兩天，李登輝才表態支持民進黨總統候選人謝長廷。李登輝說他推動民主化就是希望台灣人民當家作主，他關心並非藍綠的問題，而是台灣要如何走出去，以及深化台灣民主。他的一票將投給謝長廷，至於選舉結果如何，他尊重台灣人民的選擇。

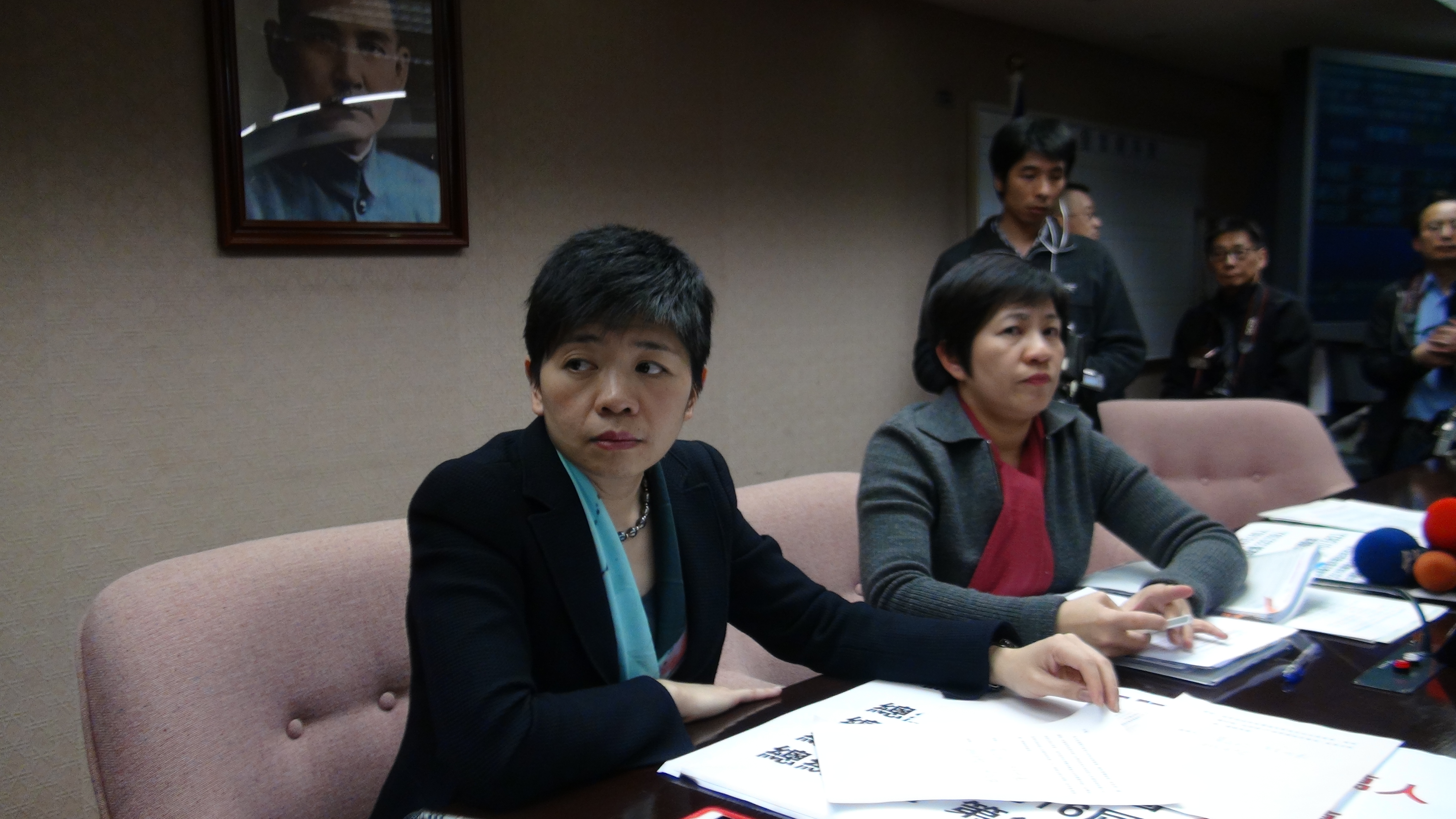
台灣團結聯盟籍立委占領主席台以表示對於政策的不滿。

開票結果國民黨馬蕭配在台南市的得票小贏6,219票，就連在謝長廷曾經主政的高雄市都贏了28,885票。選後支持馬蕭配的台聯黨要角都紛紛被註銷黨籍，而褚顯明在2010年中華民國直轄市長暨市議員選舉中支持國民黨提名的郭添財而離開台聯。
2008年4月23日，台聯舉行黨部喬遷茶會，會中台聯表示將解散原有中執會，並將進行黨員重新登記；未來將定位為柔性政黨，廣招「台聯之友」監督政策，台聯表示要從3.5%開始，重新出發，在完成黨內重組改革相關程序後，甚至不惜更改黨名，以吸納更多在野的進步力量，以全新的姿態和作為，完全轉型成以理性對話與進步國家為核心價值的平民化、優質政黨。
2008年總統選舉後，馬英九拜訪李登輝與黃昆輝希望能向台聯借將讓賴幸媛去當兩岸政策的「煞車皮」，馬英九與黃昆輝密談七十分鐘後在「維護國家尊嚴、照顧全民利益、彰顯台灣主體性」等三大前提原則之下，黃昆輝與馬英九達成共識讓賴幸媛加入劉兆玄內閣，5月20日就任行政院大陸委員會主任委員，主掌兩岸事務，同日台聯撤銷賴幸媛中執委身分與停止其黨務參與。李登輝曾言，他並不贊成賴前往擔任該主委因為欠缺團隊，但木已成舟，她是已答應任職後才去向他回報。
賴幸媛就任不久就因太常提及九二共識引來台聯黨關切，2008年6月9日台聯黨主席黃昆輝前去見面賴幸媛，黃昆輝當面提及：「沒有九二共識，若要提九二共識就別忘了一中各表。」
2008年10月14日，因台聯黨無法認同馬英九的兩岸政策，並認為海峽兩岸經濟合作架構協議應該付諸公民投票。中執會做出決議希望賴幸媛在三天內辭去陸委會主委職務否則將開除黨籍，三個小時後賴幸媛主動退出台灣團結聯盟。對此，台聯黨主席黃昆輝表達失望，並重申台聯仍會將賴幸媛移送中執會開除。三天後，賴幸媛正式被台聯開除黨籍。
2010年，台聯開始推動海峽兩岸經濟合作架構協議(ECFA)公投連署；2010年6月3日，台聯將連署書送赴行政院公投審議委員會開會審查，最後以4比12的票數認為此案「不合規定」為由駁回。2010年8月12日，再以2比10的票數以「非重大政策複決」再次駁回。2010年11月22日，第三次將連署書送往中選會；2011年1月5日三度被駁回。馬英九政府稱ECFA包含「租稅」及「投資」事項，不得作為公投的提案，但台聯質疑為何同樣涉及「租稅」及「投資」的2009年澎湖縣博弈公民投票就可以成案。
2010年中華民國直轄市長暨市議員選舉台聯黨共提名十五席市議員以反對ECFA為選舉主軸。在選舉過程中台聯與蔡英文主導的民進黨採取競合關係，李登輝為民進黨五都市長候選人站台；蔡英文、陳菊、賴清德等五都候選人也分別為台聯市議員候選人站台。
2010年11月27日，選舉結果顯示台聯敗選，只連任台北市的陳建銘、台中市的高基讚兩席，其他現任四席議員高票落選，而所提名的新人都未能進入議會。對此黃昆輝呼籲台灣應該修改選制，鼓勵小黨發展，否則人民將永遠被兩大黨綁架，藍綠對峙永遠無法打破。

#### 2012年立委大選
2012年立委選舉，台聯推出十位不分區立法委員，並提名反對ECFA的國立成功大學教授許忠信為第一名，競選主軸為「終止ECFA、棄馬保台、國家正常化」。台聯在全國各鄉鎮舉辦超過一百場「棄馬保台」巡迴演講會，並得到一些臺獨基本教義派選民的支持，而台灣基督長老教會也決議在政黨票支持台聯。另外，包括2008年總統選舉支持馬英九的藝人郭美珠、前國策顧問黃天麟、吳樹民、黃越綏、前行政院新聞局局長謝志偉、前考試院院長姚嘉文、國立臺北教育大學教授李筱峰、前台灣教授協會會長蔡丁貴、陳儀深、前臺南市市長張燦鍙、媒體人汪笨湖，與選前驟逝的台獨聯盟主席黃昭堂等人都公開表示這次政黨票會投給台聯，顯示台聯得到了部分獨派與本土派的支持。
台聯主席黃昆輝並向選民宣傳，立法院要有兩個本土黨團，如果只有民進黨一個黨團，在政黨協商將難以與泛藍陣營對抗。其主張總統投民進黨蔡英文，區域立法委員投民進黨，政黨票則投給台聯黨，讓立委得票率能夠突破5%，甚至超過7.5%奪得三席成立黨團。
2012年立委選舉，台聯獲得1,178,896票，得票數在「台灣女總統，本土顧兩黨（台語）」、「一戶分一票，台聯不能倒」等競選主軸，以及「生死存亡、最後一戰」的台聯解散告急效應之下，最終激發不少具有台灣主體意識選民的熱情與危機感，家戶自動配票，得票率達到8.9566%，第二階段不分區立委得票率更高達9.5683%，較上屆成長約三倍，總共贏得三席不分區立委，也讓立法院成功保有兩個「本土」政黨。台聯重回國會，並可在立法院組成一個「黨團」（至少三席）運作議事。
另外，台聯曾於選前便承諾，若該黨當選不分區立委，採「一個立委席次、兩人輪替服務」的方式，個別立委任期僅兩年，兩年一到即辭任，由不分區名單成員依序遞補，藉此培養黨內老將新秀、發揮最大效益，讓更多人至立法院為民發聲，並鼓勵個別立委四年要做的事，用兩年戮力完成。2014年2月7日台聯兌現承諾，成功複製德國綠黨的經驗，完成三席不分區立委席次，兩年一任先後共有六位來至各領域的成員依序遞補立委，創台灣政治史先例。

#### 2014年九合一大選
2014年11月29日，中華民國地方公職人員選舉揭曉，台聯在直轄市及縣市議員共當選九席、拿下224,904票、得票率1.85%；席次較上屆成長約一倍，維持全國第三大黨地位。

#### 2016年立法委員選舉
立法委員選舉，台聯因時代力量崛起、民進黨強力宣傳政黨票不要分票策略奏效，雖然與基進側翼合作，但政黨票僅得票30餘萬票、得票率2.51%，而未能突破5%門檻，區域立委部分，派出蕭亞譚及劉國隆競選台北及台中，但最後都競選失利，蕭亞譚輸了七萬票，劉國隆輸了兩萬票。因此，黃昆輝正式請辭黨主席。2016年1月20日，台聯宣布1月31日資遣所有員工。

### 劉一德時期 （2016年－2024年）
2016年4月16日，台聯首度以選舉方式產生新主席，經由合格黨員票選，由前首席副秘書長劉一德出任第四任黨主席，6月18日正式上任。
| 1        | 劉一德   | 台灣團結聯盟  | 85票     | 59.03%                | 當選                  |
| 2        | 陳建銘   | 台灣團結聯盟  | 56票     | 38.89%                |                       |
| 選舉日期 | 選舉日期 | 2016年4月16日 | 選舉人數 | 540人                 | 540人                 |
| 投票率   | 投票率   | 26.67%        | 投票人數 | 有效：141人 無效：3人 | 有效：141人 無效：3人 |

#### 2018年九合一大選
2018年11月24日，2018年中華民國地方公職人員選舉揭曉，台聯在直轄市及縣市議員共當選五席、拿下77,312票、得票率0.62%。

#### 2020年立法委員選舉
2020年1月11日，2020年中華民國立法委員選舉揭曉，台聯政黨票僅得票50,435票、得票率0.3562%，而未能突破5%門檻。

#### 2022年九合一大選
2022年7月19日，與綠黨共同舉行「永續台灣顧人民　台聯綠黨共打拼」地方大選策略合作記者會，宣布兩黨將在2022年中華民國地方公職人員選舉採取聯合競選，讓資源與選票能最大化，策略聯盟具體做法包括同一選區不重複提名、出版共同政見文宣等，透過兩黨合作讓黨資源與選票最大化
，台聯黨的最終得票數29,772，當選三席，而綠黨方面只當選一席。

#### 2024年立法委員選舉
2024年1月13日，2024年中華民國立法委員選舉揭曉，台聯政黨票僅得票43,375票、得票率0.31%，而未能突破5%門檻，沒有拿到不分區立委席次，也未達政黨補助門檻。黨主席劉一德當晚宣布請辭，表示建議召開中執會討論是否解散台聯。

### 周倪安時期（2024年－）
2024年12月黨員代表大會就通過將黨名改為「台聯黨」，並於2025年5月完成法人名稱變更程序。

## 黨綱
- 以台灣為主體、以台灣為優先，為台灣全體人民爭生存、求發展、謀幸福
- 堅持台灣主體性路線，追求締造台灣正常國家，杜絕一切不公不義，實現自由、民主、公平、正義、均富、團結
- 自由平等的團結在命運共同體下，互相關心、互相尊重，個人自由

### 基本主張
1. 主權在民，台灣是主權獨立國家
2. 台灣主體
3. 民主、自由、人權
4. 社會正義、公平競爭
5. 根除金權勾結、建立廉能政府
6. 對抗中共強權的併吞

## 事件
2005年，時任臺聯黨主席蘇進強等一行人到日本參拜備受爭議的靖國神社。

## 主要人物

### 黨中央領導成員
| 職位     | 姓名   |
| -------- | ------ |
| 黨主席   | 周倪安 |
| 秘書長   | 王銘源 |
| 副秘書長 | 蔡豐文 |
| 副秘書長 | 高基讚 |

### 中執委
- 賴振昌（兼教育改革發言人，現任監察委員）
- 楊中成（現任臺南市議員）
- 林恆立（兼醫衛食安發言人）
- 潘長成（兼畜牧事務發言人）
- 陳柏樺（兼客家事務發言人）
- 張國樑（兼桃竹苗服務中心執行長）
- 黃聖硯
- 黃厚經
- 鄭卯吉
- 陳德賢

|  |  |

### 歷任黨主席
| 任届 | 姓名   | 肖像                 | 當選方式             | 就任           | 卸任           | 簡歷 |
| ---- | ------ | -------------------- | -------------------- | -------------- | -------------- | --- |
| 1    | 黃主文 |                      | 同額競選，中執會共推 | 2001年8月12日  | 2004年12月25日 | 台聯建黨元老，國立臺灣大學法律系畢業，前內政部部長。                                                                                           |
| -    | 黃宗源 |                      | 代理                 | 2004年12月25日 | 2005年1月10日  | 台聯建黨元老，時任台聯立法院黨團總召，是中華民國第五屆、第六屆立法委員，於2007年10月29日遭台聯開除黨籍。                                       |
| 2    | 蘇進強 |                      | 同額競選，中執會共推 | 2005年1月10日  | 2006年12月15日 | 三軍大學戰略研究所畢業，曾任中華民國陸軍上校參謀長、中校營長、《台灣時報》總主筆、社長，於2014年3月遭台聯開除黨籍。                            |
| -    | 林志嘉 |                      | 代理                 | 2006年12月15日 | 2007年1月26日  | 美國田納西州州立大學政府行政管理博士班，曾連任五屆立法委員。時任台聯秘書長。                                                                   |
| 3    | 黃昆輝 |                      | 同額競選，中執會共推 | 2007年1月26日  | 2016年1月25日  | 美國北科羅拉多大學教育學博士畢業，曾任內政部部長、陸委會主委、總統府秘書長、總統府資政等要職。                                                 |
| -    | 林志嘉 |                      | 代理                 | 2016年1月25日  | 2016年6月18日  | 美國田納西州州立大學政府行政管理博士班，曾連任五屆立法委員。時任台聯秘書長，2月1日起擔任立法院秘書長。                                         |
| 4    | 劉一德 |                      | 首次兩人競選黨主席   | 2016年6月18日  | 2024年1月14日  | 國立臺灣大學政治系畢業，淡江大學中國大陸研究所結業，曾任台聯首席副秘書長、台聯組織部主任、民進黨組織部主任、民進黨國大代表暨國大黨團幹事長等。 |
| -    | 周倪安 |                      | 代理                 | 2024年1月29日  | 2024年4月25日  | 曾任全國不分區立法委員、台聯立法院黨團幹事長、台聯秘書長兼組織部主任、中央執行委員、政策部副主任，為該黨史上第一位女性黨主席。                 |
| 5    | 周倪安 | 同額競選，中執會共推 | 2024年4月25日        | 現任           |                | 曾任全國不分區立法委員、台聯立法院黨團幹事長、台聯秘書長兼組織部主任、中央執行委員、政策部副主任，為該黨史上第一位女性黨主席。                 |

## 現任民選公職人員

### 直轄市、縣（市）議員
| 臺南市議會 | 第二至四屆     | 2014年12月25日– 2026年12月24日 | 楊中成 |
| 高雄市議會 | 第二至四屆     | 2014年12月25日– 2026年12月24日 | 吳銘賜 |
| 雲林縣議會 | 第十九、二十屆 | 2018年12月25日– 2026年12月24日 | 王鈺齊 |

## 參選狀況

### 立法委員選舉
| 選舉名稱       | 政黨票得票數 | 政黨票得票率 | 不分區當選席次 | 區域總得票數 | 區域當選席次 | 合計當選席次／總席次 | 當選名單                                                |
| -------------- | ------------ | ------------ | -------------- | ------------ | ------------ | -------------------- | ------------------------------------------------------- |
| 2008年第七屆   | 344,887      | 3.53%        | 0席            | 93,840       | 0/13席       | 0席／113席           |                                                         |
| 2012年第八屆   | 1,178,896    | 8.9566%      | 3席            | 未提名       | 未提名       | 3席／113席           | 許忠信、黃文玲、林世嘉 (兩年遞補賴振昌、葉津鈴、周倪安) |
| 2016年第九屆   | 305,675      | 2.5076%      | 0席            | 97,765       | 0/2席        | 0席／113席           |                                                         |
| 2020年第十屆   | 50,435       | 0.3562%      | 0席            | 未提名       | 未提名       | 0席／113席           |                                                         |
| 2024年第十一屆 | 43,375       | 0.3148%      | 0席            | 未提名       | 未提名       | 0席／113席           |                                                         |

| 選舉名稱     | 得票數  | 得票率 | 當選席次／總席次 | 當選名單 |
| ------------ | ------- | ------ | ---------------- | --- |
| 2001年第五屆 | 801,560 | 7.8%   | 13席／225席      | 陳建銘（台北市）、廖本煙（台北縣）、許登宮（台北縣）、何敏豪（台中市）、錢林慧君（台南市）、 林志隆（高雄縣）、羅志明（高雄市）、蘇盈貴（高雄市）、黃宗源（不分區）、吳東昇（不分區）、 程振隆（不分區）、黃政哲（不分區）、王政中（僑選） |
| 2004年第六屆 | 756,712 | 7.79%  | 12席／225席      | 黃適卓（台北市）、廖本煙（台北縣）、黃宗源（桃園縣）、何敏豪（台中市）、尹伶瑛（雲林縣）、 曾燦燈（高雄市）、羅志明（高雄市）、郭林勇（不分區）、陳銀河（不分區）、賴幸媛（不分區）、 黃政哲（不分區）、劉寬平（僑選）                     |

### 國民大會代表選舉
| 選舉名稱                       | 得票率 | 總得票數 | 立場       | 合計當選席次／總席次 | 當選名單 |
| ------------------------------ | ------ | -------- | ---------- | -------------------- | --- |
| 2005年中華民國國民大會代表選舉 | 7.05%  | 273,147  | 反對修憲案 | 21席／300席          | 李安妮、陳儀深、廖輝英、辜王美琇、陳文貴、陳惠凰、錢林慧君、曹嘉俐、陳士章、陳芝余、黃士杰、游建華、廖文生、蔡達雄、鍾尚衡、吳淑芬、趙國珊、蔡重吉、吳雨學、吳琪銘、陳燦鴻 |

### 直轄市長選舉
| 選舉名稱             | 候選人 | 得票率 | 得票數 | 當選                                             |
| -------------------- | ------ | ------ | ------ | ------------------------------------------------ |
| 2006年臺北市市長選舉 | 周玉蔻 | 0.26%  | 3,372  | 因違反黨紀在選舉期間遭開除並對其停止輔選，落選。 |
| 2006年高雄市市長選舉 | 羅志明 | 0.86%  | 6,599  | 落選。                                           |

### 縣市長選舉
2005年基隆市長選舉
| 2005年基隆市市長選舉結果 | 2005年基隆市市長選舉結果 | 2005年基隆市市長選舉結果 | 2005年基隆市市長選舉結果 | 2005年基隆市市長選舉結果 | 2005年基隆市市長選舉結果 | 2005年基隆市市長選舉結果 |
| 號次                     | 候選人                   | 政黨                     | 得票數                   | 得票率                   | 當選                     |                          |
| ------------------------ | ------------------------ | ------------------------ | ------------------------ | ------------------------ | ------------------------ | ------------------------ |
| 1                        | 陳建銘                   | 台灣團結聯盟             | 58,243                   | 31.46%                   |                          |                          |
| 2                        | 許財利                   | 中國國民黨               | 76,162                   | 41.14%                   |                          |                          |
| 3                        | 劉文雄                   | 親民黨                   | 47,932                   | 25.89%                   |                          |                          |
| 4                        | 王拓                     | 民主進步黨               | 2,771                    | 1.50%                    |                          |                          |

2005年台南市長選舉
| 2005年台南市市長選舉結果 | 2005年台南市市長選舉結果 | 2005年台南市市長選舉結果 | 2005年台南市市長選舉結果 | 2005年台南市市長選舉結果 | 2005年台南市市長選舉結果 | 2005年台南市市長選舉結果 |
| 號次                     | 黨籍                     | 姓名                     | 得票                     | 得票率                   | 當選                     |                          |
| ------------------------ | ------------------------ | ------------------------ | ------------------------ | ------------------------ | ------------------------ | ------------------------ |
| 1                        | 中國國民黨               | 陳榮盛                   | 134,248                  | 41.40%                   |                          |                          |
| 2                        | 台灣團結聯盟             | 錢林慧君                 | 42,000                   | 12.95%                   |                          |                          |
| 3                        | 民主進步黨               | 許添財                   | 148,000                  | 45.65%                   |                          |                          |

### 直轄市及縣（市）議員議員選舉
| 選舉名稱                       | 得票數  | 提名席次 | 當選席次 |
| ------------------------------ | ------- | -------- | -------- |
| 2022年直轄市及縣（市）議員選舉 | 29,772  | 3席      | 3席      |
| 2018年直轄市及縣（市）議員選舉 | 77,312  | 10席     | 5席      |
| 2014年直轄市及縣（市）議員選舉 | 190,231 | 41席     | 9席      |
| 2010年直轄市議員選舉           | 128,459 | 15席     | 2席      |
| 2009年縣（市）議員選舉         | 27,286  | 10席     | 3席      |
| 2006年直轄市議員選舉           | 108,763 | 12席     | 3席      |
| 2005年縣（市）議員選舉         | 206,613 | 46席     | 11席     |
| 2002年直轄市議員選舉           | 115,122 | 14席     | 2席      |
| 2002年縣（市）議員選舉         | 103,482 | 47席     | 7席      |

## 備註
1. ↑  候選人順序或非實際選舉號次
2. ↑  雖然台灣團結聯盟於2006年11月9日開除周玉蔻的黨籍，但依據中華民國《公職人員選舉罷免法》的規定，一旦政黨提出推薦的候選人之後，就無法撤回推薦或更換政黨，因此在法律上周玉蔻仍然為台灣團結聯盟的候選人。

1. ↑  黃靖雯. . 新頭殼新聞網. 2019-08-16  [2022-12-09]. （原始内容存档于2022-12-09） （中文（臺灣））. 王浩宇批評，台聯黨完美示範如何「分化台派」，幫民進黨貼上「支持廢死」、「資本主義」的標籤，在本勞、外勞權益方面卻走得比民進黨更右派，讓他直呼「這樣能幫台聯黨換到政黨票」？
2. ↑  楊憲宏. . 民報. 2015-05-25  [2022-12-09]. （原始内容存档于2022-12-09） （中文（臺灣））. 至於台聯與親民黨基本上也是右派的一脈相傳[...]
3. ↑  . 民視. 2020-01-08  [2021-10-10]. （原始内容存档于2022-01-22） （中文（臺灣））. 對內：反對左傾害經濟[...]
4. ↑  中華民國中央選舉委員會.  (PDF): 4. 2024-01-03  [2024-01-06]. （原始内容存档 (PDF)于2024-01-06）. 16台灣團結聯盟，反左正右派[...]
5. ↑  . CCTV.com (中国台湾网). 2007-02-25  [2007-02-29]. （原始内容存档于2022-01-22） （中文（中国大陆））.
6. ↑  . 台海網. 2008-05-12  [2008-05-12]. （原始内容存档于2011-11-19） （中文（中国大陆））.
7. ↑  Larry Diamond, Gi-Wook Shin (编). . Stanford University Press. 2014: 374  [2020-07-13]. （原始内容存档于2020-07-17）.
8. ↑  W Jou. . International Political Science Review. 2010  [2020-07-13]. （原始内容存档于2020-07-17）.
9. ↑  . CCTV.com. 2007-01-29  [2007-01-29]. （原始内容存档于2022-01-22） （中文（中国大陆））.
10. ↑  Jean-Pierre Cabestan, Jacques deLisle (编). . Routledge. 2014: 44  [2021-12-11]. ISBN 9781317755098. （原始内容存档于2022-01-22）. ... even more radical positions at the far left (TSU) or far right (NP) of the spectrum.
11. ↑  Robert Ash; John W. Garver; Penelope Prime (编). . Routledge. 2013: 91.
12. ↑  . 文匯報. 2002-04-26  [2022-12-09]. （原始内容存档于2022-12-09） （中文（香港））. 警惕台聯極端主張；在台灣，這讓我們想到台聯黨。台聯製造政治議題的能力幾乎無人能出其右。為了選舉，台聯可以炒出許多極端的族群議題，飾以似是而非的外殼，去撕裂我們整個社會。
13. 1 2  林瑋豐. . 風傳媒. 2016-01-20  [2016-01-20]. （原始内容存档于2020-07-17）.
14. ↑  劉冠廷; 郭建伸. . 中央社. 2020-01-13  [2020-01-23]. （原始内容存档于2020-07-17）.
15. ↑  . 菱傳媒. 2022-07-19  [2022-07-19]. （原始内容存档于2022-07-19）.
16. ↑  郭穗. . 自立晚報. 2008-01-09. （原始内容存档于2020-07-17）.
17. ↑  . ETtoday新聞雲. 2016-01-16  [2016-01-18]. （原始内容存档于2021-01-30）.
18. ↑  呂欣憓. . 聯合新聞網 (中央社). 2016-06-18  [2016-06-18]. （原始内容存档于2016-06-20）.
19. ↑  林河名. . 聯合報. 2016-04-16  [2016-04-16]. （原始内容存档于2016-12-20）.
20. ↑  . 2022-07-19  [2022-07-19]. （原始内容存档于2022-07-19）.
21. ↑  . 2022-07-19.
22. ↑  . 菱傳媒. 2022-07-19  [2022-07-19]. （原始内容存档于2022-07-19）.
23. ↑  范正祥. . 中央社. 2022-07-19  [2022-07-19]. （原始内容存档于2022-07-19）.
24. ↑  廖梓翔. . 王道旺台媒體. 2024-01-14  [2024-01-14]. （原始内容存档于2024-01-21） （中文（繁體））. 2024年總統大選暨立法委員選舉，已經於13日順利落幕，最後是由民進黨候選人賴清德、蕭美琴當選正副總統，在立委席次部分，國民黨取得52席，民進黨取得51席，民眾黨取得8席，無黨籍則為2席。而在政黨票部分，台灣團結聯盟僅拿下43372票，僅佔整體0.31%的政黨票，不僅沒有拿到不分區立委席次，也未達政黨補助門檻。為此，台聯黨主席劉一德於13日晚間宣布請辭，更表示建議召開中執會來討論是否要解散台聯。
25. ↑  . 聯合新聞網. 2025-06-01 （中文（臺灣））.
26. ↑  . 台聯新聞網. 2017-07-17. （原始内容存档于2018-12-06）.
27. ↑  林恕暉. . 自由電子報. 2012-02-06. （原始内容存档于2012-02-06）.

## 外部連結
- 官方网站（繁體中文）
- 台聯黨的Facebook專頁 （繁體中文）
- YouTube上的台聯黨頻道